# José Vicente Huertas Vargas
José Vicente Huertas Vargas (* 12. April 1940 in Ramiriquí, Departamento de Boyacá; † 10. August 2023 in Bogotá) war ein kolumbianischer Geistlicher und römisch-katholischer Bischof von Garagoa.

## Leben
José Vicente Huertas Vargas besuchte die Grundschule in Ramiriquí und später das Kleine Seminar in Tunja. Anschließend studierte er Philosophie und Katholische Theologie am Priesterseminar in Tunja. Am 11. Februar 1967 empfing er das Sakrament der Priesterweihe für das Erzbistum Tunja.
Huertas Vargas war nach der Priesterweihe zunächst als Lehrer am Kleinen Seminar in Tunja tätig, bevor er 1974 Pfarrvikar der Pfarrei San Laureano in Tunja wurde. Daneben erlangte er 1972 an der Universidad Pedagógica y Tecnológica de Colombia in Tunja ein Lizenziat in Mathematik und Physik. Von 1974 bis 1976 unterrichtete er außerdem an der Escuela Normal Superior de Varones in Tunja. 1976 wurde er zur Fortsetzung seiner Studien nach Rom entsandt, wo er 1979 an der Päpstlichen Universität Gregoriana ein Lizenziat im Fach Sozialwissenschaften erwarb. 1980 kehrte Huertas Vargas in seine Heimat zurück und wurde Pfarrer in Chíquiza und in Patiecitos. Zudem lehrte er am Priesterseminar in Tunja. Von 1988 bis 1990 war er Pfarradministrator in Puente de Boyacá. Ab 1990 fungierte Huertas Vargas als Rektor des Instituto Universitario Juan de Castellanos. Zusätzlich leitete er die Pfarrzentren San Francisco (1990–1991) und Asís in Tunja (1991–2000). Ferner koordinierte er den Religionsunterricht und die Katechese im Erzbistum Tunja. Darüber hinaus gehörte Huertas Vargas dem Priesterrat, dem Konsultorenkollegium und dem Diözesanvermögensverwaltungsrat an.
Papst Johannes Paul II. ernannte ihn am 23. Juni 2000 zum Bischof von Garagoa. Die Bischofsweihe spendete ihm der Apostolische Nuntius in Kolumbien, Erzbischof Beniamino Stella, am 4. August desselben Jahres in der Kathedrale von Tunja; Mitkonsekratoren waren Luis Augusto Castro Quiroga IMC, Erzbischof von Tunja, und Álvaro Raúl Jarro Tobos, Militärbischof von Kolumbien. Die Amtseinführung fand am Folgetag statt. Als Bischof gründete Huertas Vargas das Pastoralinstitut Juan Eliseo Mojica Oliveros in Garagoa.
Papst Franziskus nahm am 15. Juni 2017 sein altersbedingtes Rücktrittsgesuch an. Huertas Vargas starb im August 2023 in Bogotá.